# Petr Žůrek

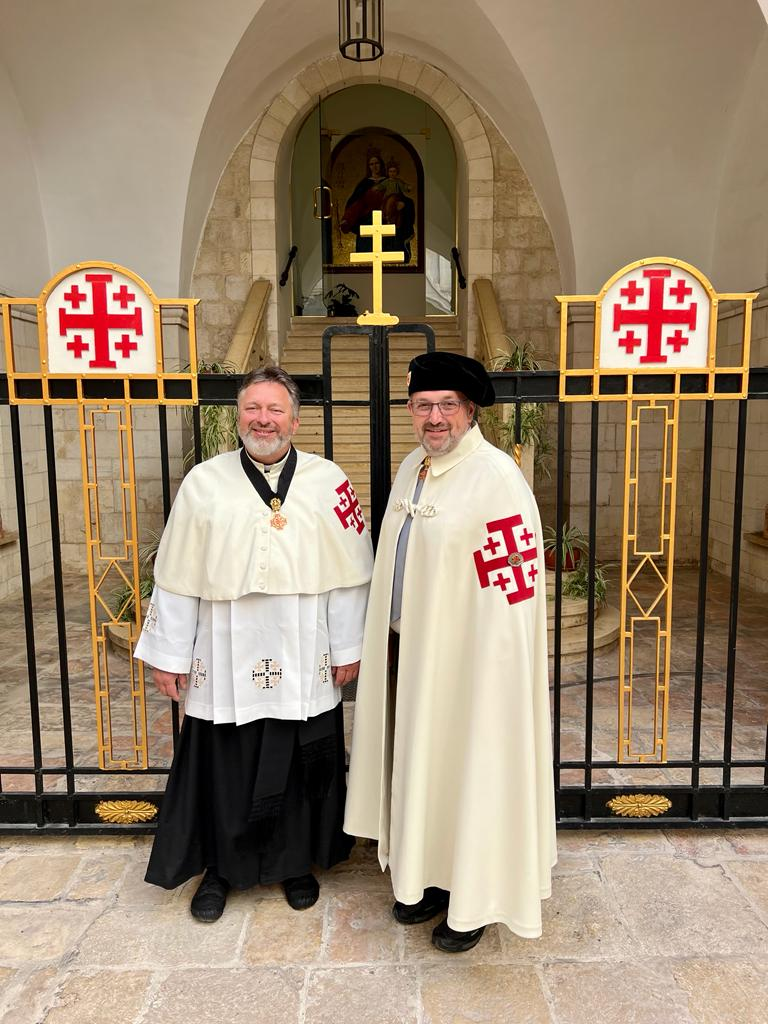

Dávat sportu smysl.

PhDr. Petr Žůrek, S.T.D. (* 9. září 1966 Slavičín) je ředitel neziskové organizace, český politik a projektový manažer, bývalý zastupitel obce Lhotsko na Zlínsku, člen hnutí STAN.

## Život
Po absolvování oboru strojírenství v letech 1984 až 1986 na Středním odborném učilišti ve Zlíně vystudoval v letech 1988 až 1994 Cyrilometodějskou bohosloveckou fakultu Univerzity Karlovy v Litoměřicích a Cyrilometodějskou teologickou fakultu Univerzity Palackého v Olomouci, kde získal titul Mgr. Postgraduální studium absolvoval na Pontificia universitá lateranense v Římě, kde v letech 1996 až 2001 studoval obor řízení a činnost církve, a získal zde licenciát z teologie řízení církve (S.T.L.) a doktorský titul S.T.D. z oboru teologie.
V roce 2018 absolvoval Liberálně konzervativní akademii na CEVRO v Praze.
V letech 2001 až 2007 působil jako odborný asistent na Cyrilometodějské teologické fakultě UP v Olomouci. V letech 2008 až 2009 pak byl odborným asistentem a proděkanem Fakulty humanitních studií Univerzity Tomáše Bati ve Zlíně.
Následně se v letech 2009 až 2011 živil jako technik a administrativní pracovník ve společnosti M line Vizovice. V letech 2011 až 2013 dále pracoval jako projektový manažer Místní akční skupiny Vizovicko a Slušovicko, kde se v roce 2013 stal ředitelem. Na konci roku 2019 nastoupil do křesťanské organizace NADĚJE, kde pracuje od prosinec 2019, a od ledna 2020 vykonává funkci ředitel pobočky NADĚJE v Nedašově a věnuje se Domovu pokojného stáří.
Od roku 2013 předsedal až do roku 2018 Krajskému shromáždění Sdružení místních samospráv ČR ve Zlínském kraji. Angažoval se také jako ředitel obecně prospěšné společnosti Educol a člen správní rady obecně prospěšné společnosti Na dlani.
Byl členem několika grémií jako např. Antibyrokratické komise na MZe, Oponentní skupiny pro jednotné metodické prostředí apod. Je členem Hospodářské a podnikatelské unie.
Hovoří plynně italsky, komunikuje v běžných situacích anglicky, německy, rusky a polsky, čte latinské texty.
Je členem křesťanské sportovní organizace Orel. Od roku 2023 je členem Ústřední revizní komise Orla. Od března 2024 je starostou Orla, župy Velehradské. Tato župa má 21 jednot a 2856 členek a členů (k 16.9.2024). Orel má aktuálně 23 žup, asi 20 500 členů a téměř 250 jednot.
Je členem Matice svatohostýnské (2021).
V roce 2022 vykonal státní rigorózní zkoušku na CMTF UPOL v Olomouci a byl mu udělen titul "doktor filosofie". Tématem jeho práce bylo "Znovuobjevená synodalita".

## Politické působení
Je členem hnutí Starostové a nezávislí.
Do politiky vstoupil, když byl v komunálních volbách v roce 2010 zvolen jako nestraník za STAN na kandidátce subjektu "Náš domov" do Zastupitelstva obce Lhotsko na Zlínsku. V listopadu 2010 byl navíc zvolen místostarostou obce. Byl také starostou obce. Ve volbách do obecního zastupitelstva v roce 2022 nekandidoval.
Ve volbách do Senátu PČR v roce 2014 kandidoval za hnutí STAN s podporou TOP 09 v obvodu č. 78 – Zlín. Se ziskem 9,76 % hlasů skončil na 4. místě. Tehdejší vítěz František Čuba se nezúčastnil ani jedné předvolební debaty.
Ve sněmovních volbách v roce 2025 kandiduje na 13. místě kandidátní listiny hnutí STAN ve Zlínském kraji.